# Specchia dell'Alto
Specchia dell'Alto este o arie protejată (arie specială de conservare — SAC, sit de importanță comunitară — SCI) din Italia întinsă pe o suprafață de 436 ha, integral pe uscat.

## Localizare
Centrul sitului Specchia dell'Alto este situat la coordonatele 40°22′00″N 18°15′53″E / 40.366667°N 18.264722°E.

## Înființare
Situl Specchia dell'Alto a fost declarat sit de importanță comunitară în iunie 1995 pentru a proteja 1 specie de plante și 2 specii de animale. Situl a fost protejat și ca arie specială de conservare în iulie 2015.

## Biodiversitate
Situată în ecoregiunea mediteraneană, aria protejată conține 1 habitat natural: Pseudostepă cu ierburi și specii anuale de Thero-Brachypodietea.
La baza desemnării sitului se află mai multe specii protejate:
- plante (1): Stipa austroitalica
- reptile (2): șarpele cu patru dungi (Elaphe quatuorlineata), elaphe situla (Zamenis situla)

Pe lângă speciile protejate, pe teritoriul sitului au mai fost identificate 22 de specii de plante, 2 specii de amfibieni, 4 specii de reptile.